# Чилийски опосуми
Чилийските опосуми (Microbiotheria) са монотипен разред животни от клас Бозайници (Mammalia).
Разредът включва едно семейство – Microbiotheriidae – и няколко рода със само един съвременен представител – чилийския посум (Dromiciops gliroides). Фосилни находки от ранния палеоцен насам са известни от Южна Америка и близките части на Антарктида и Австралия.

## Родове
Семейство Microbiotheriidae – Чилийски опосуми
- Dromiciops – Чилийски посуми
- †Eomicrobiotherium
- †Ideodelphys
- †Khasia
- †Mirandatherium
- †Pitheculus